# Lawrence Saint-Victor
Laurent Saint-Victor, né le 14 juin 1982, est un acteur américain, qui était sur le casting du soap-opera Haine et Passion, jouant Remy Boudreau à partir d'avril 2006 jusqu'à ce que le soap se termine en septembre 2009. À compter de 2013, Saint-Victor joue l'avocat Carter Walton sur l'américaine CBS Daytime soap-opéra à Amour, Gloire et Beauté.

## Vie personnelle
Saint-Victor a fréquenté le Conservatoire de Théâtre et de Cinéma de SUNY Purchase. Il a épousé sa petite amie d'université, Shay Flake, le 1er septembre 2007.

## Carrière
Il dépeint le rôle de Remy dans Haine et Passion entre 2006 et 2009. Saint-Victor est Carter dans Amour, Gloire et Beauté depuis 2013 et a écrit son premier scénario pour le soap qui a été diffusé le 16 janvier. Son autre script écrit de l'air en février[pas clair]. Saint-Victor a joué le rôle principal, a écrit et a coproduit la web-série de 2009, Wedlocked, en compagnie de la future co-vedette d'Amour, Gloire et Beauté Karla Mosley (Maya), qui a servi en tant que productrice. Il est dans le film de 2015, Pass the Light.

## Les rôles
- Haine et Passion - Remy Boudreau (Avril 2006 - Septembre 2009)
- Kitsch - Livreur (2006)
- Honor Deferred - Soldat (2006)
- New York, unité spéciale - Infirmier Jackson (1 épisode, 2007)
- Ugly Betty - Un épisode (19 mars 2009)
- My Last Day Without You - Dwayne (2011)
- Amour, Gloire et Beauté - Carter Walton (2013 - )
- Pass the Light - (2015)